# Обсерваторія імені Ернста Кренкеля
Обсерваторія імені Ернста Кренкеля (рос. Обсерватория имени Эрнста Кренкеля, раніше «Дружна») — геофізична полярна обсерваторія на острові Хейса архіпелагу Земля Франца-Йосифа. Адміністративно належить до Приморського району Архангельської області Росії.
Єдина обсерваторія в Росії в області геомагнітної полярної шапки. Найпівнічніший метеорологічний пост Росії.

## Географія

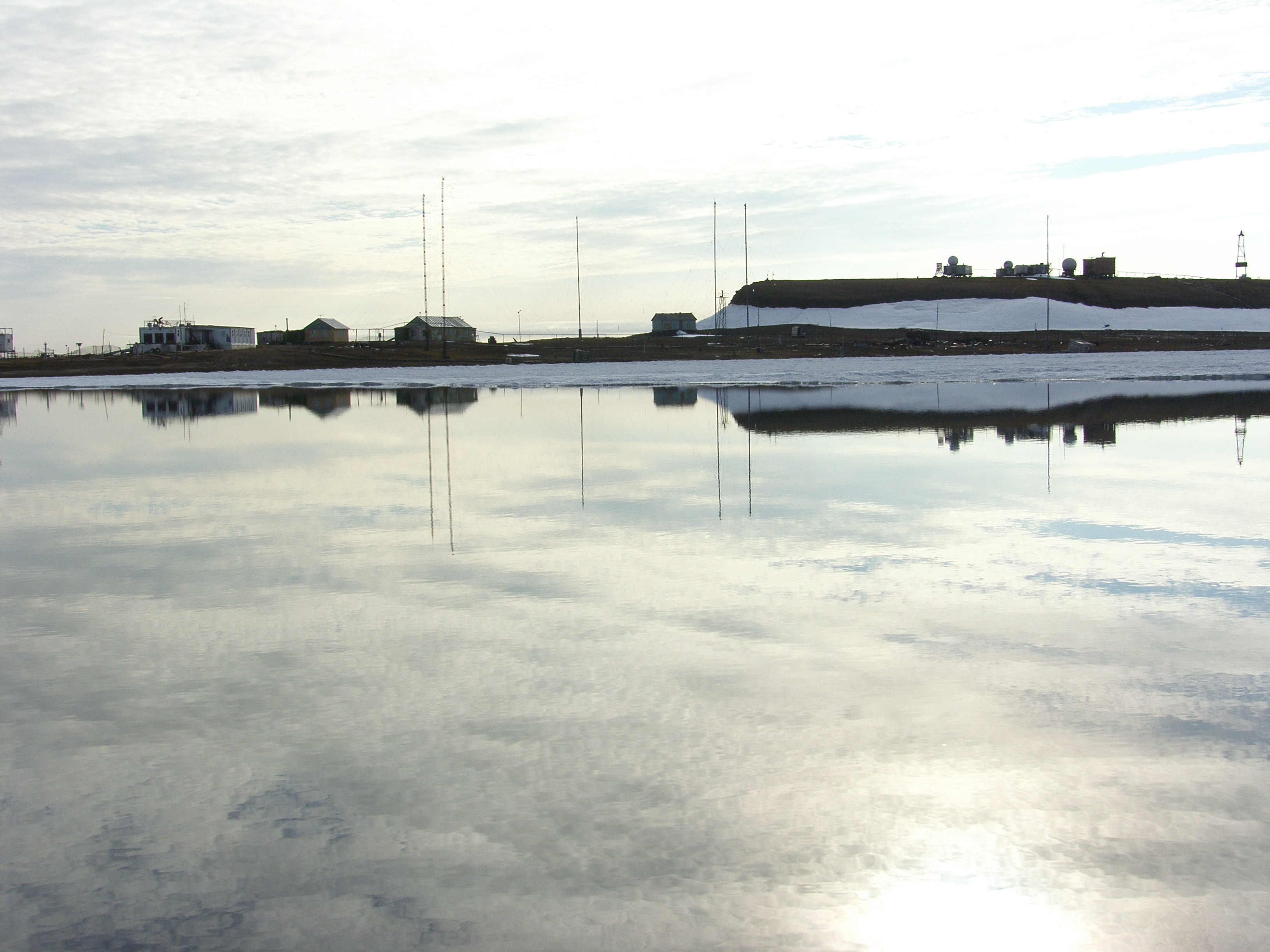
Обсерваторія імені Кренкеля. Вид з озера

Станція розташована в північно-східній частині острова Хейса архіпелагу Земля Франца-Йосифа на мисі Обсерваторський. Будівлі обсерваторії розташовані на висоті 22 метри над рівнем моря на перемичці шириною від 150÷300 метрів між непромерзаючим прісноводним озером — Космічним (300×350 м) і протокою Єрмак Баренцевого моря.
Ґрунти базальтові. Рельєф слабко розчленований. Поруч зі станцією розташована височина заввишки 42 метри.
За три кілометри на захід від обсерваторії знаходиться річка, басейн якої включає майже всю східну частину острова. За нею (за 5 кілометрів) знаходиться «Купол гідрографів» — льодовиковий купол висотою 242 метри над рівнем моря. Між річкою і мисом Обсерваторський тягнеться базальтова гряда висотою до 10 метрів над прилеглою місцевістю.

## Клімат
Середньорічна температура повітря -12,7 °C, відносна вологість 88 %. Річна кількість опадів становить 304 мм. Літо похмуре і холодне. Вітри північно-східні та південно-східні. Швидкість 5-7 м/сек.
Більшу частину року переважають стійкі негативні температури. У лютому відлиги виключені. Абсолютний мінімум температури -44.4 °C, абсолютний максимум +10.3 °C. Зимові морози дещо пом'якшуються циклонами з Атлантичного океану, на відміну від більш східних арктичних регіонів на тій же широті.

## Історія

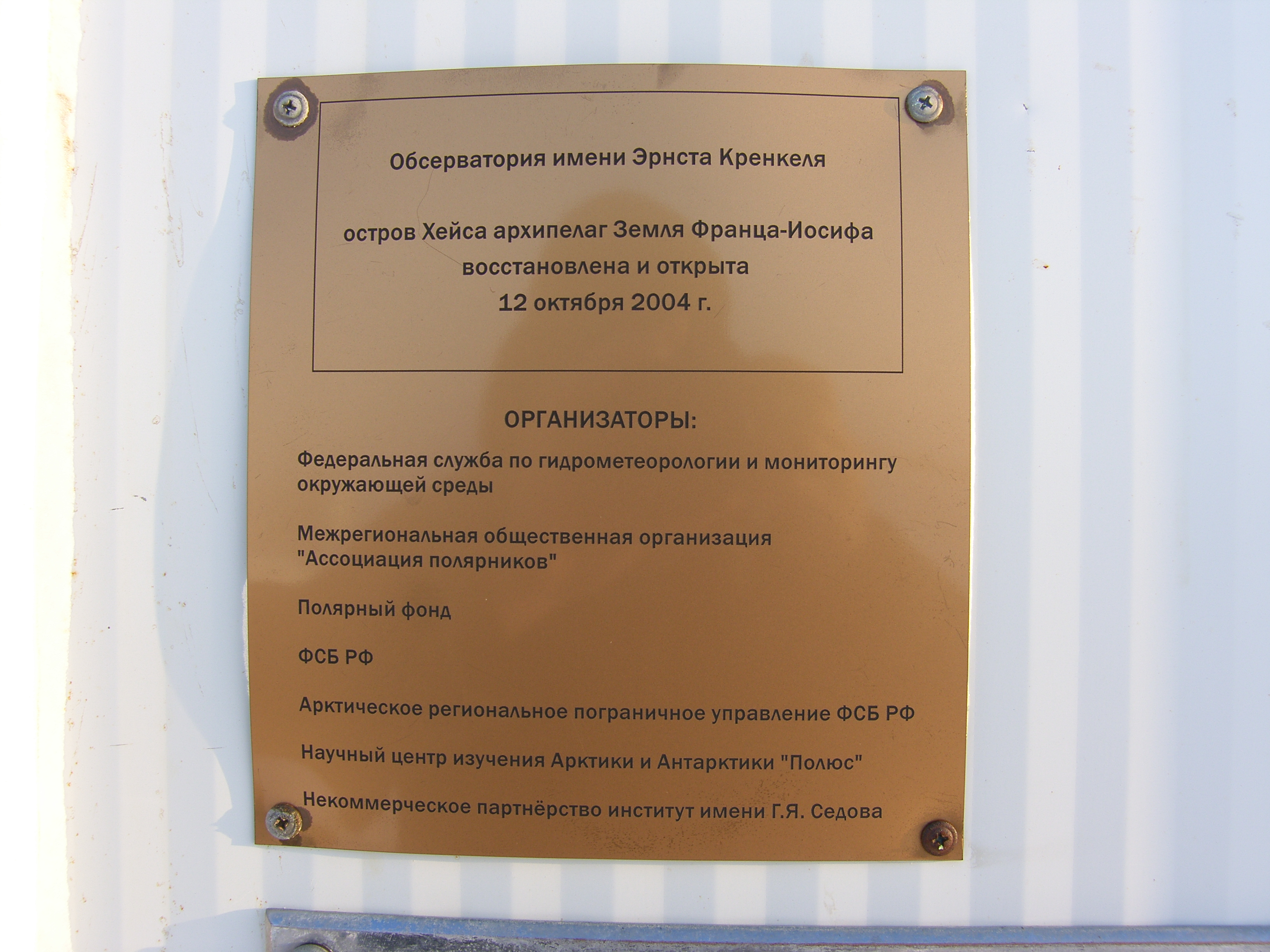

Спочатку обсерваторія розміщувалася на березі бухти Тихої острова Гукера, але, у зв'язку з нерепрезентативністю метеорологічних спостережень влітку 1957 року Арктичний і антарктичний науково-дослідний інститут, у веденні якого тоді перебувала обсерваторія, перевів станцію на острів Хейса.
- 22 жовтня 1957 року зі станції був проведений перший запуск метеорологічних ракет (аж до 1980 року звідси запускалися МР-12).
- У грудні 1957 року розпочато реєстрацію всіх компонентів електромагнітного поля Землі.
- У січні 1958 року почали проводитися аерологічні і озонометричні спостереження.
- У 1965 році ГМО «Дружна» була передана до складу Діксонского радіометеорологічного центру (структурний підрозділ Росгідромету)[3] управління з вивчення Арктики й Антарктики.
- У 1972 році «Дружна» перейменована на обсерваторію імені Е. Т. Кренкеля .
- 12 лютого 1981 на острові Хейса при заході на посадку зазнав катастрофи літак Іл-14, який віз із Москви вчених для роботи на станції; два пасажири загинули[4].
- 26 вересня 2001 року в службово-житловому будинку сталася пожежа, у зв'язку з чим станція була законсервована.
- У червні 2004 року було визначено місце для будівництва нового службово-житлового комплексу.
- 12 жовтня 2004 станція була офіційно відкрита знову.
- У 2007—2008 році на станції :
  - був установлений аерологічний комплекс МАРЛ-А, що повністю автоматизує процес спостереження і обробки аерологічних даних;
  - розконсервовані радіолокаційна система «Метеорит» і ракетна установка «Кама»[5];
  - 23 вересня пробно запущена метеорологічна ракета піднялася на висоту більше 80 кілометрів;
  - були поставлені гідростатичні рівнеміри «Приплив-2Д»;
  - проведені ремонти житлових і підсобних приміщень.
- Планується відновлення програми озонометричних спостережень.